# 長嶺山摩崖造像
長嶺山摩崖造像位於四川省成都市簡陽市安樂鄉天才村，造像分佈在長嶺山長33米，高8米的崖壁上。造像始造鑿于唐代，共20龕，共有造像約1500多尊，均為敞口平頂龕。造像內容有釋迦說法、千佛、十六觀經變、佛道合盆、千手觀音等。第15號龕刻有“建中二年”（782）題記。尤以11、16、17、18、19號龕規模大、內容豐富、保存較好，具有較高的文物價值和藝術價值。第19號龕為雙層平頂龕，外龕高2.36米、寬2.65米、深1.26米，內龕高1.9米、寬2.23米、深0.82米，內容豐富，造像上百尊。長嶺山摩崖造像是典型的中、晚唐摩崖石刻作品，雕刻手法細膩，造像內容豐富，雕刻藝術精湛等特點，對於研究中、晚唐的政治、經濟、文化、石刻藝術和宗教信仰都具有較高的價值。第三次文物普查新發現文物。2012年7月16日公佈為第八批四川省文物保護單位。